# Eriogonum ampullaceum
Eriogonum ampullaceum är en slideväxtart som beskrevs av Howell. Eriogonum ampullaceum ingår i släktet Eriogonum och familjen slideväxter. Inga underarter finns listade i Catalogue of Life.